# نوال 2016 (ألبوم)
نوال 2016 هو أحد ألبومات الفنانة نوال الكويتية واحتوى على عشرين أغنية وقد صدر في 6 يوليو 2016 
احيت نوال حفلاً غنائياً في قاعة راشد في مركز دبي التجاري العالمي، وذلك يوم الخميس 7 يوليو 2016 من تنظيم شركة «روتانا» للصوتيات والمرئيات، وهو الحفل الذي ترعاه «غنوة» وتقدّم فيه الفنانة نوال لأول مرة أغنيات ألبومها الجديد الذي طرح في الأسواق أول أيام عيد الفطر.

## أغاني الألبوم
1. يا وجه الله
2. هدي بالك
3. مثل النسيم
4. ما مات حبي لك
5. ما ابي منك كثير
6. ما ابي اكون الصح
7. لا جديد
8. لا تقتلوا الصغار
9. عيب عليكوا
10. صحيتني
11. شوفوا
12. سيبوا من سابك
13. حالتي حالة
14. تعلمنا
15. بسم السهر
16. بروح
17. بابك وبابك
18. انا زعلت
19. اكو مثلك
20. ارسبه